# Giorgio Furlan

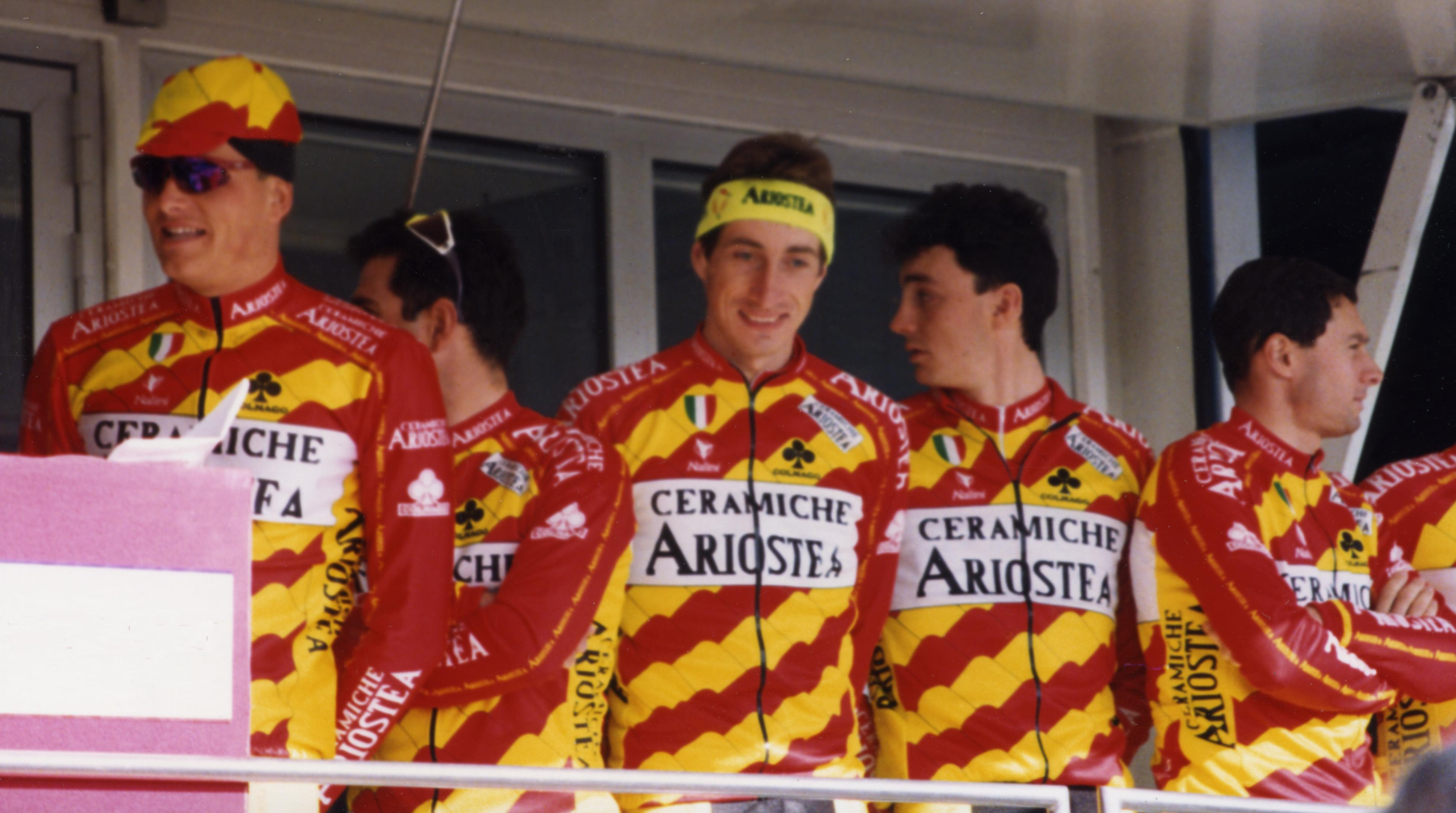
Apresentação da equipe Ariostea na corrida Paris-Nice em 1993 em Fontenay-sous-Bois: da esquerda para a direita: Bjarne Riis, Pascal Richard, Rolf Järmann, Fabio Casartelli e Giorgio Furlan

Giorgio Furlan (Treviso, 9 de março de 1966) é um antigo ciclista profissional italiano.

## Biografia
Campeão da Itália em Estrada em 1990, Furlan correu de 1991 a 1993 sob as ordens de Giancarlo Ferretti na equipa Ariostea. Em 1992, adjudicou-se a Flecha Valona e a Volta à Suíça (adiante de Gianni Bugno e Greg Lemond). Alinhou pelo Gewiss em 1994, e ganhou a Tirreno-Adriático, a Milão-Sanremo e o Criterium Internacional.

## Palmarés
| 1989 - 3º no Campeonato da Itália Contrarrelógio 1990 - Campeonato da Itália em Estrada - Grande Prémio Cidade de Camaiore 1991 - Coppa Bernocchi 1992 - Volta à Suíça, mais 1 etapa - Giro de Toscana - Flecha Valona - 1 etapa do Criterium Internacional - 1 etapa do Giro d'Italia | 1993 - GP Farra d'Alpago - 1 etapa do Giro d'Italia - 1 etapa da Volta à Suíça 1994 - Milão-Sanremo - Troféu Pantalica - Criterium Internacional, mais 1 etapa - Tirreno-Adriático, mais 3 etapas - 1 etapa da Settimana Coppi e Bartali - 1 etapa do Tour de Romandia 1995 - 1 etapa da Volta à Suíça - 1 etapa da Volta a Galiza |

## Resultados nas Grandes Voltas e Campeonato do Mundo
| Corrida            | 1990 | 1991 | 1992 | 1993 | 1994 | 1995 | 1996 | 1997 | 1998 |
| ------------------ | ---- | ---- | ---- | ---- | ---- | ---- | ---- | ---- | ---- |
| Volta a Itália     | 126º | 60º  | 19º  | 12º  | Ab.  | 34º  | Ab.  | -    | 62º  |
| Volta a França     | -    | -    | -    | -    | 58º  | -    | -    | 74º  | -    |
| Volta a Espanha    | -    | -    | -    | -    | -    | Ab.  | 43º  | 78º  | -    |
| Mundial em Estrada | -̈    | -    | Ab.  | -    | 22º  | -    | -    | -    | -    |

-: não participa

Ab.: abandono